# Alex Wilson (calciatore)
Alexander Wilson, detto Alex (Buckie, 29 ottobre 1933 – Forres, 29 luglio 2010), è stato un calciatore scozzese, di ruolo difensore.

## Palmarès

### Club

#### Competizioni nazionali
- Third Division: 1

Portsmouth: 1961-1962